# Gefecht bei Hägglingen
Lengnau · Grenchen · Ruhsel · Büren · Col de la Croix · St. Niklaus · Fraubrunnen · Neuenegg · Grauholz · Hägglingen · Wollerau · Stucketen-Chäppeli · Schindellegi · Rothenthurm · Morgarten · Pfyn I · Nidwalden · Pfyn II
Das Gefecht bei Hägglingen, auch Hägglinger Krieg, war eine Auseinandersetzung zwischen Frankreich und der Schweiz in Hägglingen auf dem Emmetfeld am 26. April 1798.

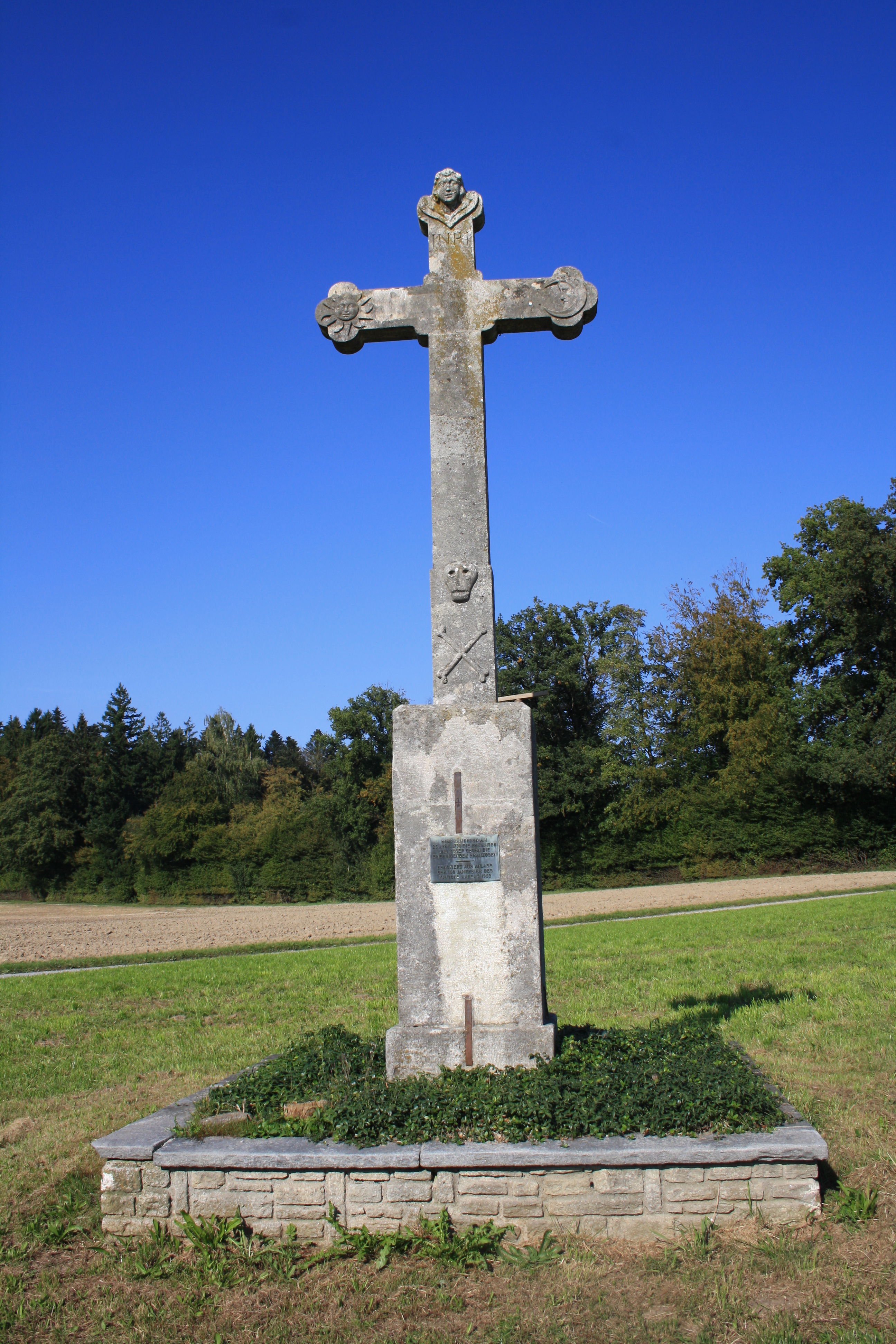
Emmetkreuz in Hägglingen

Das Emmet-Kreuz auf dem Emmetfeld zwischen Rüti und Hägglingen erinnert an den Hägglinger Krieg. Die Inschrift des Wegkreuzes lautet wie folgt: „Hier kämpften am 26. April 1798 die Freiämter und die Zuger gegen die eindringenden Franzosen. – Renoviert aus Anlass der 150-Jahr-Feier des Kantons Aargau 1953“.

## Vorgeschichte und Verlauf
Nachdem die Franzosen in die Eidgenossenschaft eingerückt waren, gründeten sie einen Einheitsstaat, die Helvetische Republik. Unter den Orten, welche gegen die neue Verfassung waren, befand sich auch der Kanton Zug. Die Zuger beschlossen unter General Joseph Leonz Andermatt gegen die Franzosen zu ziehen. Unterwegs erhielten die Zuger Verstärkung durch die Freiämter. Der Marsch, den die Trommler und die Pfeiffer spielten, ist unter dem Namen „alter Zuger Marsch“ oder der sogenannte „Hägglinger“ in die Geschichte eingegangen.
Die Zuger Vorhut von 1300 Mann rückte von Boswil her nach Niederwil vor. Das französische Heer, 5000 Mann stark, marschierte von Mellingen Richtung Hendschiken und Dottikon, in der Absicht, Hägglingen zu besetzen. Einem Hägglinger Söldner, der die französische Sprache gut beherrschte, soll es gelungen sein, das Dorf vor Plünderung, Brand und Mord zu retten. Auf dem Hügelzug zwischen Hägglingen und Rüti kam es zum Gefecht. Die Hauptmacht der Franzosen wurde auf dem Emmetfeld von heftigem Gewehrfeuer und den zwei Zuger Kanonen (die übrigens noch heute in Zug zu sehen sind) empfangen. Der Kampf, der um 12.00 Uhr begann, dauerte ca. 3 Stunden. Bereits begannen sich die Franzosen auf der einen Flanke zurückzuziehen, und es schien eine Zeitlang, dass die Zuger siegen würden. Dreimal wurden die Franzosen zurückgeworfen. Als aber die französischen Husaren heranstürmten, ergriffen die Zuger und Freiämter schliesslich die Flucht und traten eiligst ihren Rückzug durch die schützenden Wälder an. Danach hatte man noch versucht die Stellungen im Raum St. Wolfgang – Wart – Rumentikon zu schützen. Als aber bekannt wurde, dass die Franzosen auf dem Vormarsch nach Zug sind und dass auch Truppen von Zürich herkommen, gab man die Stellungen auch dort auf.
Nach zugerischen Berichten fielen auf dem Emmetfeld 16 Zuger und vier Freiämter; die Verluste der Franzosen sollen „ungleich höher“, nach anderen Berichten 115 Mann betragen haben. Von den vier umgekommenen Freiämtern sind nur zwei mit Namen bekannt, nämlich ein B. Müller und ein Leonz Meier, beide von Wohlen. 12 Freiämter kamen in Kriegsgefangenschaft nach Aarau, wurden aber schon am 27. April feierlich begnadigt und in die Heimat entlassen, um dort die Grossmut der französischen Nation zu melden.